# Due occhi di ghiaccio
Due occhi di ghiaccio (Blue) è un film del 1968 diretto da Silvio Narizzano.

## Trama
Blue, rimasto orfano a seguito della morte dei genitori per mano di una banda di desperados, viene adottato da un bandito messicano e, crescendo con il nome di Azul, diviene membro della sua banda. Dopo avere conosciuto una ragazza bianca, facente parte di una comunità di coloni, se ne innamora e decide di cambiare vita ma il ritorno del padre, dopo una furibonda lite, mette in pericolo il piccolo gruppo di persone obbligandolo ad una scelta.